# 香川県道266号勅使室新線
香川県道266号勅使室新線（かがわけんどう266ごう ちょくしむろじんせん）は、香川県高松市を通る一般県道である。

## 概要
起点の勅使交差点（国道11号交点）より高松市鶴尾地区を北東へ紫雲山の南を進み、終点の室新交差点で再び国道11号と合流する。
金刀比羅宮への参詣道として栄えた琴平街道（琴平側から見た別称は高松街道）が母体であり、1970年（昭和45年）に国道32号の経路変更により全線が編入されていたが、わずか5年後の1975年（昭和50年）の国道11号高松南バイパスの開通により県道へ変更された。平野部を走る路線でありながら、カーブが連続しているのが特徴である。また沿道に六角形の県道標識は一切設置されていない。
四国の重要国道で屈指の交通量を有する国道11号および国道32号バイパスが本県道と並行する形で開通して以降は、交通量の大部分はそちらへ移行し、本県道の幹線道路としての性格は薄れ、交通量は激減した。起終点でも案内標識に本県道の行先は表示されておらず、また起点の勅使交差点では南行きの信号（時差信号）が極端に短いなど、他の幹線道路から抜け道目的としての本県道への流入をなるべく抑制する構造になっている。

### 路線データ
- 起点：香川県高松市勅使町（勅使交差点、国道11号高松南バイパス交点、香川県道282号高松琴平線起点）
- 終点：香川県高松市室新町（室新交差点、国道11号中央通り交点）
- 総延長：2.804 km
- 車線数：2車線
- 最高速度：40 km/h

## 路線状況

### 名称・愛称
- 琴平街道（高松市）
- 高松街道（高松市）
- 旧国道32号（高松市）

## 地理

### 通過する自治体
- 高松市

### 交差する道路
| 交差する道路                                         | 交差する場所 | 交差する場所      |
| ---------------------------------------------------- | ------------ | ----------------- |
| 国道11号 香川県道282号高松琴平線                     | 勅使町       | 勅使交差点 / 起点 |
| 香川県道172号川東高松線                              | 西ハゼ町     | 西ハゼ交差点      |
| 高松市道木太鬼無線                                   | 西ハゼ町     |                   |
| 国道11号 国道32号 重複 国道193号 重複 国道492号 重複 | 室新町       | 室新交差点 / 終点 |

### 沿線
- 高松市立鶴尾小学校
- 旧高松市立鶴尾中学校跡 - 2021年（令和3年）3月閉校。
- 百十四銀行ATM - 旧栗林支店鶴尾出張所。2021年12月10日（営業最終日）をもって親店舗に統合。
- 高松日清食品 - 日清食品グループで冷凍麺を生産する会社。直接の親会社は日清食品冷凍の子会社の四国日清食品（三豊市）。
- マルナカ栗林南店